# Sellozaur
Sellozaur (Sellosaurus) – dinozaur z rodziny plateozaurów (Plateosauridae).
Żył w okresie triasu (ok. 225 mln lat temu) na terenach współczesnej Europy. Długość ciała ok. 6 m, masa ok. 200 kg. Jego szczątki znaleziono w Niemczech.
Sellozaur był dinozaurem średniej wielkości ciała ale, poruszał się zapewne na dwóch jak i na czterech kończynach. Kończyny przednie wyposażone były w pięć palców a pazur na kciuku był zaskakująco duży. Jego kończyny tylne były dużo dłuższe od kończyn przednich. Można powiedzieć, iż sellozaur był blisko spokrewniony z plateozaurem innym prozauropodem z tej samej rodziny, ale sellozar był dużo mniejszy a poza tym żył dużo wcześniej niż plateozaur.
Gatunki:
- Sellosaurus gracilis (Huene, 1907-1908)
- Sellosaurus fraasi  (Huene, 1907)